# Biharkeresztes
Biharkeresztes är en stad och kommun i distriktet Berettyóújfalu i provinsen Hajdú-Bihar i östra Ungern. Den ligger vid gränsen till Rumänien. Kommunen har 3 853 invånare (2024), på en yta av 49,26 km².